# Деревицкий, Пётр Александрович
Пётр Алекса́ндрович Дереви́цкий (10 (22) марта 1854, Водяно-Михайловка, Бобринецкий уезд, Херсонская губерния — 4 января 1938, Майданпек, Югославия) — российский офицер-артиллерист, генерал-лейтенант, участник Русско-турецкой войны 1877—1878 годов, Первой мировой войны, Гражданской войны (на стороне ВСЮР).

## Биография
Родился в семье помещика, губернского секретаря Александра Андреевича и Марии Аристарховны Деревицких.

### Служба
В 1877 году окончил Второе военное Константиновское училище. Выпущен прапорщиком в артиллерийскую бригаду 32-й пехотной дивизии. Участвовал в русско-турецкой войне.
В 1886 году окончил Николаевскую академию Генерального штаба (по второму разряду).
Служил в чине штабс-капитана в 37-й артиллерийской бригаде (37-й пехотной дивизии). Был прикомандирован к Михайловскому артиллерийскому училищу.
Окончил Офицерскую артиллерийскую школу.
В 1899—1904 годах командовал 4-й батареей 23-й артиллерийской бригады (23-й пехотной дивизии).
В 1904—1910 годах в чине полковника, присвоенном «за отличие», командовал последовательно дивизионами 36-й, 59-й и 68-й артиллерийских бригад и 4-й резервной артиллерийской бригады.
В 1910—1915 годах — генерал-майор («за отличие»), командир 33-й артиллерийской бригады (33-й пехотной дивизии), дислоцировавшейся в Киеве.
Принимал участие в Первой мировой войне. С марта 1915 года — в должности инспектора артиллерии 31-го армейского корпуса.
Участвовал в Гражданской войне на стороне белого движения (в Вооружённых силах Юга России).

### Эмиграция
Пётр Александрович Деревицкий был эвакуирован в конце 1919 — начале 1920 года. С 1920 проживал в Югославии, состоял членом Общества офицеров-артиллеристов.
Умер Деревицкий в 1938 году в Майданпеке.

### Семья
У Петра Александровича и его жены Мариониллы Морицевны, дочери купца Морица Вольфа, было четверо детей: Александр (1890—1931), Екатерина (1892—1981), Алексей (1896—?) и Андрей (?—1931).
Александр и Андрей после революции эмигрировали в Югославию, Екатерина и Алексей остались в России.
Алексей Петрович Деревицкий — участник Великой Отечественной войны, подполковник, кавалер ордена Отечественной войны I степени. В 1943 командовал 454-м миномётным полком 6-й гвардейской мотострелковой бригады.